# Stadtprozelten
Stadtprozelten è una città tedesca di 1 604 abitanti, situata nel land della Baviera.